# Carlos Mayor
Carlos Alberto Mayor (Buenos Aires, 5 de outubro de 1965) é um treinador e ex-futebolista profissional argentino que atuava como defensor.

## Carreira
Carlos Mayor se profissionalizou no Argentinos Juniors.

## Seleção
Carlos Mayor integrou a Seleção Argentina de Futebol nos Jogos Olímpicos de 1988, de Seul.